# Sløjfeblomst
Sløjfeblomst (Iberis) er en planteslægt af lave, ofte stedsegrønne halvbuske. Bladene er ganske smalle og let sukkulente. Blomsterne er samlet i flade halvskærme, hvor de hvide, let uregelmæssige blomster danner et cirkelrundt billede.
| Arter |

- Almindelig sløjfeblomst (Iberis sempervirens)
- Gibraltarsløjfeblomst (Iberis gibraltarica)
- Klippesløjfeblomst (Iberis saxatilis)
- Skærmsløjfeblomst (Iberis umbellata)
- Hvid sløjfeblomst (Iberis amara)